# 安全地帯 ASIA TOUR 2013
『安全地帯 ASIA TOUR 2013』(あんぜんちたい アジア・ツアー 2013)は安全地帯のライブ・ビデオ

## 解説
本作はバンドのデビュー30周年を記念して開催されたアジアツアーより香港での公演をメインに資料用に撮られたものをDVD化したものであり、アルバム『安全地帯XIV〜The Saltmoderate Show〜』収録の当時の最新曲と｢ワインレッドの心｣や｢恋の予感｣などの新旧の楽曲を織り交ぜたセットリストで構成されている。
玉置浩二のビデオ・クリップ集『KOJI TAMAKI MUSIC VIDEOS 1996-2013』と同時発売が成された。

## 収録曲

### Disc.1
1. 半端そうにYes
2. 熱視線
3. 悲しきコヨーテ
4. 月に濡れたふたり
5. 銀色のピストル
6. 好きさ
7. 田園
8. 夢のつづき
9. 碧い瞳のエリス
10. 恋の予感
11. Friend
12. 君がいないから
13. よかった
14. 盾
15. ラスベガス・タイフーン
16. ワインレッドの心
17. じれったい
18. Interlude
19. 真夜中すぎの恋
20. 清く正しく美しく
21. 夏の終りのハーモニー
22. I Love Youからはじめよう
23. 悲しみにさよなら
24. あなたに

### Disc.2
1. DOCUMENTARY